# Chin Han
Ng Chin Han (Singapur, 27 de noviembre de 1969) es un actor de teatro, cine y televisión singapurense. 

## Carrera
Actuó en Masters of the Sea, el primer drama de la televisión de Singapur en idioma inglés. 
En años recientes entró en la industria de Hollywood con Los caminos de la vida. 
Apareció en la película The Dark Knight donde interpretó a Lau. También apareció en la película de Roland Emmerich 2012.

## Filmografía

### Películas
| Año  | Título                              | Personaje         |
| ---- | ----------------------------------- | ----------------- |
| 1998 | Blindness                           | Daniel Hong       |
| 2000 | AlterAsians                         | Alex              |
| 2005 | Los caminos de la vida              | Soldado Xuan      |
| 2008 | The Dark Knight                     | Lau               |
| 2009 | 2012                                | Tenzin            |
| 2011 | Contagio                            |                   |
| 2011 | Restless                            | Hiroshi           |
| 2014 | Captain America: The Winter Soldier | Consejal Yen      |
| 2016 | Independence Day: Resurgence        | General Jiang Lao |
| 2017 | Ghost in the Shell                  | Togusa            |
| 2018 | Skyscraper                          | Zhao Long Ji      |
| 2021 | Mortal Kombat                       | Shang Tsung       |

### Series de televisión
| Año  | Título                    | Personaje          |
| ---- | ------------------------- | ------------------ |
| 2013 | Arrow                     | Frank Chen         |
| 2013 | The Blacklist             | Wujing             |
| 2014 | Marco Polo                | Jia Sidao          |
| 2017 | The Glory of Tang Dynasty | Emperador Xuanzong |